# Gemalto
Gemalto (Euronext: GTO) és un venedor de targetes intel·ligents i altres productes de seguretat digital, amb uns ingressos anuals de més de 2.200 milions de dòlars l'any 2012, operacions en 120 països i més de 10.000 treballadors, incloent 1.500 enginyers R+D. Gemalto va ser fundada el juny del 2006, mitjançant la fusió d'Axalto i Gemplus International SA.

## Netsize
Netsize és un proveïdor de missatgeria mòbil, pagaments mòbils i solucions de contingut mòbil filial de Gemalto. Netsize té més de 800 clients i aquests inclouen proveïdors de serveis de comunicacions (CSP), marques de consum, anunciants i agències de màrqueting, proveïdors de continguts, botigues d'aplicacions (App)...

## Corrupció
El febrer de 2023, Gemalto va ser objecte d'una investigació judicial per "corrupció" i "associació criminal" sobre una dotzena de contractes governamentals en sis països del continent africà..